# فابيان كوملينوفيتش
فابيان كوملينوفيتش (بالكرواتية: Fabijan Komljenović)‏ هو لاعب كرة قدم كرواتي في مركز الوسط، ولد في 16 يناير 1968 في زغرب في كرواتيا. شارك مع منتخب كرواتيا لكرة القدم. أما مع النوادي، فقد لعب مع بوهانغ ستيلرز ودينامو زغرب وشالكه 04 ونادي جينك ونادي رييكا ونادي زغرب.

## وصلات خارجية
- فابيان كوملينوفيتش على موقع دوري كوريا الجنوبية (الإنجليزية)
- فابيان كوملينوفيتش على موقع قاعدة بيانات كرة القدم.إي يو (الإنجليزية)
- فابيان كوملينوفيتش على موقع بيانات كرة القدم. دي إي (الألمانية)
- فابيان كوملينوفيتش على موقع ناشيونال فوتبول تيمز (الإنجليزية)
- فابيان كوملينوفيتش على موقع عالم كرة القدم.نت (الإنجليزية)